# پیتا ویلسون
پیتا ویلسون (به انگلیسی: Peta Wilson) (زاده ۱۸ نوامبر ۱۹۷۰) بازیگر استرالیایی است.
از فیلم‌های معروف او می‌توان به فیلم انجمن نجیب‌زادگان عجیب و بازنده اشاره کرد.